# Gyuhap chongseo
Il Gyuhap chongseo (in coreano 규합총서?, 閨閤叢書?, Gyuhap chongseoLR, Kyuhap ch'ongsŏMR), traducibile come "L'enciclopedia della donna", è un libro coreano scritto nel 1809 dalla dama Yi Bingheogak e rappresenta una raccolta di consigli e pratiche di economia domestica, gestione della casa e delle faccende, della crescita dei figli, un ricettario e una serie di informazioni di bellezza utili per una giovane, per esempio per realizzare cosmetici e creme o per scurire i propri capelli.
Il libro è strutturato in varie sezioni che trattano temi differenti, ovvero:
- Jusaui (酒食議) : è la sezione relativa alla cucina e contiene molte ricette tradizionali coreane e preparazioni varie di jang (condimenti), alcolici, bap (ricette a base di riso), tteok (dolci di riso), yugwa (frittelle di riso), banchan (contorni e accompagnamenti) e altro.
- Bongimchik (縫紝則) : è la sezione contenente i consigli di economia domestica, vengono trattati argomenti quali la confezione degli abiti, il taglio e cucito, la colorazione dei filati, la tessitura, la filatura, il ricamo ecc. e vi si trovano anche consigli pratici su come riparare determinati oggetti e sull'illuminazione.
- Sangarak (山家樂) : è la sezione del giardinaggio, qui vi si possono trovare utili informazioni sulla coltura di frutta e ortaggi e sull'allevamento di piccoli animali da cortile utili alla famiglia.
- Cheongnanggyeol (靑囊訣) : in questa sezione sono racchiuse le informazioni mediche e di primo soccorso e quelle relative alla crescita e all'educazione dei figli, vi si trovano inoltre delle indicazioni alle future mamme, specialmente di cose da fare e non fare perché il bambino nasca sano, forte e fortunato nella vita: queste pratiche vengono racchiuse sotto la parola taegyo (태교?, 胎敎?, taegyoLR, t'aekyoMR).
- Sulsuryak (術數略) : si tratta di consigli su come scegliere la casa e una serie di rituali folcloristici per propiziarsi la buona sorte e scacciare gli spiriti maligni.